# Alessandria Unione Sportiva 1942-1943
Questa pagina raccoglie i dati riguardanti l'Alessandria Unione Sportiva nelle competizioni ufficiali della stagione 1942-1943.

## Stagione
Nella stagione 1942-1943 l'Alessandria disputa il sesto campionato di Serie B della sua storia ed il quattordicesimo della serie cadetta. In piena guerra il club si è trovato alle prese con cambiamenti ai vertici della società e con il ricambio generazionale all'interno della squadra. Importante è stato il lavoro dell'allenatore Baloncieri, che ha saputo gestire al meglio giovani come Maccarino, Rossi, Lacelli e il toscano Tossio. Uniti al vecchio gruppo formato dai vari Foglia, Bigando e Fibbi, i giovani hanno contribuito al raggiungimento di una non scontata salvezza. Meno entusiasmanti gli esordi in B del portiere Moro e di Bardi, pescato assieme a Tossio dal Cecina di Serie C.
La salvezza sul campo è giunta nel finale di torneo, dopo che in primavera la squadra ha trovato il modo di reagire a una pesante crisi di risultati, giunta tra febbraio e marzo. Per tutta la stagione, a dettare legge in generale è stata la guerra, che con i suoi tragici eventi ha costretto la Palermo-Juventina al ritiro in primavera, (l'Alessandria stessa, impossibilitata a raggiungere la Sicilia da Roma aveva dovuto dichiarare forfait il 13 dicembre) e poi la Federazione all'annullamento di tutte le gare che il Palermo era riuscito a giocare. Sono salite in Serie A il Modena ed il Brescia, mentre le quattro retrocesse, Udinese, Novara, Savona e Palermo sono state riammesse in Serie B nell'agosto 1943. Miglior realizzatore alessandrino è stato Mario Foglia, che ha firmato 9 reti in campionato. Mentre in Coppa Italia i grigi subito fuori dal torneo nei sedicesimi, (2-0) per mano del Modena.

## Divise
| 1ª divisa |

## Organigramma societario
Area direttiva
- Presidente: Filippo Moccagatta, poi Pietro Mignone
- Vicepresidente: Giuseppe Moccagatta
- Consiglieri: T. Baratta, Giuseppe Benzi, Del Caldo, Vittorino Grignolio, P. Mazzoleni, Primo Polenghi, L. Volante
- Segretario: Vittorio Rangone

Area tecnica
- Direttore tecnico: Umberto Dadone
- Collaboratori: Del Caldo, Pasquale Parodi, Amilcare Savojardo
- Allenatore: Adolfo Baloncieri
- Massaggiatore: Giovanni Bo

## Rosa
| N. |                   | Ruolo | Calciatore        |
| -- | ----------------- | ----- | ----------------- |
|    | Italia (bandiera) | P     | Giuseppe Moro     |
|    | Italia (bandiera) | P     | Vittorio Profumo  |
|    | Italia (bandiera) | P     | Secondo Roggero   |
|    | Italia (bandiera) | D     | Giovanni Bigando  |
|    | Italia (bandiera) | D     | Luigi Bussetti    |
|    | Italia (bandiera) | D     | Giuseppe Boschi   |
|    | Italia (bandiera) | D     | Piero Pietrasanta |
|    | Italia (bandiera) | D     | Luigi Vitto       |
|    | Italia (bandiera) | C     | Mario Gatti       |
|    | Italia (bandiera) | C     | Ferruccio Ghidini |
|    | Italia (bandiera) | C     | Francesco Lacelli |
|    | Italia (bandiera) | C     | Libero Novara     |
|    | Italia (bandiera) | C     | Luigi Oppezzo     |

| N. |                   | Ruolo | Calciatore       |
| -- | ----------------- | ----- | ---------------- |
|    | Italia (bandiera) | C     | Mario Pietruzzi  |
|    | Italia (bandiera) | C     | Mario Pochettini |
|    | Italia (bandiera) | C     | Angelo Viano     |
|    | Italia (bandiera) | A     | Ilio Bardi       |
|    | Italia (bandiera) | A     | Arrigo Fibbi     |
|    | Italia (bandiera) | A     | Mario Foglia     |
|    | Italia (bandiera) | A     | Carlo Garbarino  |
|    | Italia (bandiera) | A     | Livio Maccarino  |
|    | Italia (bandiera) | A     | Franco Orsi      |
|    | Italia (bandiera) | A     | Francesco Rossi  |
|    | Italia (bandiera) | A     | Ferrero Tossio   |
|    | Italia (bandiera) | A     | Pietro Varona    |

## Risultati

### Serie B

#### Girone d'andata
| Arbitro: | Buratti (Milano) |

|             |           |            |
| Vellani 90’ | Marcatori | 34’ Tossio |

| Alessandria 11 ottobre 1942 2ª giornata | Alessandria          | 0 – 0 | Napoli | Campo del Littorio\| Arbitro: \| Di Pasquale (Milano) \| |
| Arbitro:                                | Di Pasquale (Milano) |       |        |                                                          |

| Alessandria 18 ottobre 1942 3ª giornata | Alessandria       | 0 – 0 | Novara | Campo del Littorio\| Arbitro: \| Zambotto (Padova) \| |
| Arbitro:                                | Zambotto (Padova) |       |        |                                                       |

| Arbitro: | Venutti (Trieste) |

|                      |           |               |
| Boniforti 90’ (rig.) | Marcatori | 74’ Maccarino |

| Arbitro: | Carpani (Milano) |

|                         |           |          |
| Fibbi 35’ Maccarino 85’ | Marcatori | 15’ Vigo |

| Arbitro: | Colonna (Bari) |

|                                                                            |           |  |
| Tontodonati 15’, 44’ C. Guarnieri 59’ Lanciaprima 75’ Romagnoli 77’ (rig.) | Marcatori |  |

| Arbitro: | Poggipollini (Ferrara) |

|                                           |           |  |
| Foglia 5’, 88’ Fibbi 10’, 85’ Lacelli 21’ | Marcatori |  |

| Arbitro: | Goracci (Firenze) |

|                        |           |             |
| De Carli 59’ Salvi 54’ | Marcatori | 55’ Lacelli |

| Arbitro: | Matucci (Seregno) |

|                           |           |                  |
| Lacelli 15’ Garbarino 38’ | Marcatori | 63’ (rig.) Orzan |

| Arbitro: | Da Broj (Forlì) |

|                                                        |           |                         |
| Polack 6’ Ulivieri 8’ Bigando 47’ (aut.) Biagiotti 69’ | Marcatori | 24’ Lacelli 71’ F. Orsi |

| Palermo 13 dicembre 1942 11ª giornata | Palermo-Juventina | – Partita annullata per cause belliche | Alessandria | Stadio Michele Marrone |

| Arbitro: | Tassini (Verona) |

|  |           |              |
|  | Marcatori | 26’ Gallanti |

| Arbitro: | Goracci (Firenze) |

|                           |           |              |
| Foglia 18’, 44’ Viano 72’ | Marcatori | 16’ Piglieri |

| Arbitro: | Donati (Milano) |

|                                                                                    |           |                                                |
| Santià 9’ U. Guarnieri 45’ (rig.), 55’, 62’ Sacco 49’ Bortoletti 54’ Formentin 70’ | Marcatori | 7’ (rig.) Viano 51’ (aut.) Landolfi 65’ Foglia |

| Arbitro: | Carpani (Milano) |

|  |           |                            |
|  | Marcatori | 4’ Costa 54’, 63’ Costanzo |

| Arbitro: | Cambi (Livorno) |

|  |           |                  |
|  | Marcatori | 37’, 45’ Lacelli |

| Arbitro: | G. Bernardi (Bologna) |

|             |           |  |
| Lacelli 12’ | Marcatori |  |

#### Girone di ritorno
| Arbitro: | Tassini (Verona) |

|           |           |                      |
| Fibbi 49’ | Marcatori | 24’, 68’, 77’ Zironi |

| Arbitro: | Colonna (Bari) |

|                      |           |             |
| Viani 7’, 12’ (rig.) | Marcatori | 40’ Lacelli |

| Arbitro: | Viarengo (Asti) |

|           |           |  |
| Nardi 38’ | Marcatori |  |

| Arbitro: | Poggipollini (Ferrara) |

|                      |           |                                     |
| Garbarino 37’ (rig.) | Marcatori | 61’ Castelli 65’ Gallazzi 87’ Dondi |

| Arbitro: | Magnoni (Milano) |

|                        |           |             |
| Paolini 44’ Barbon 57’ | Marcatori | 25’ F. Orsi |

| Alessandria 7 marzo 1943 23ª giornata | Alessandria     | 0 – 0 | Pescara | Campo del Littorio\| Arbitro: \| Sorbi (Firenze) \| |
| Arbitro:                              | Sorbi (Firenze) |       |         |                                                     |

| Arbitro: | Mondani (Milano) |

|                                          |           |  |
| Ghiglione 32’ Cortiana 36’ Fumagalli 84’ | Marcatori |  |

| Arbitro: | Poggipollini (Ferrara) |

|            |           |             |
| Foglia 81’ | Marcatori | 17’ Foresti |

| Arbitro: | Scorzoni (Bologna) |

|                        |           |  |
| Lodolo 48’ Bertoli 67’ | Marcatori |  |

| Arbitro: | Zilli (Reggio Emilia) |

|           |           |  |
| Rosso 15’ | Marcatori |  |

| Arbitro: | Carpani (Milano) |

|           |           |  |
| Rosso 25’ | Marcatori |  |

| Arbitro: | Gamba (Napoli) |

|              |           |                           |
| Gallanti 51’ | Marcatori | 31’ Tossio 72’ Pochettini |

| Arbitro: | Camiolo (Milano) |

|                                                    |           |           |
| Pisani 44’ Flumini 71’ Salvadori 77’ Celestini 80’ | Marcatori | 85’ Fibbi |

| Arbitro: | Bergomi (Milano) |

|            |           |  |
| Tossio 25’ | Marcatori |  |

| Arbitro: | Magnoni (Milano) |

|  |           |            |
|  | Marcatori | 30’ Tossio |

| Arbitro: | Matucci (Seregno) |

|                           |           |            |
| Foglia 33’, 35’ Fibbi 40’ | Marcatori | 26’ Chizzo |

| Arbitro: | Bianchi (Firenze) |

|                                                      |           |  |
| Martelli 8’, 17’, 27’ Albini 71’ (rig.) Romanini 90’ | Marcatori |  |

### Coppa Italia

#### Sedicesimi di finale
| Arbitro: | Curradi (Firenze) |

|                   |           |  |
| Cristina 14’, 37’ | Marcatori |  |

## Statistiche

### Statistiche di squadra
| Competizione | Punti | In casa | In casa | In casa | In casa | In casa | In casa | In trasferta | In trasferta | In trasferta | In trasferta | In trasferta | In trasferta | Totale | Totale | Totale | Totale | Totale | Totale | DR  |
| Competizione | Punti | G       | V       | N       | P       | Gf      | Gs      | G            | V            | N            | P            | Gf           | Gs           | G      | V      | N      | P      | Gf     | Gs     | DR  |
| ------------ | ----- | ------- | ------- | ------- | ------- | ------- | ------- | ------------ | ------------ | ------------ | ------------ | ------------ | ------------ | ------ | ------ | ------ | ------ | ------ | ------ | --- |
| Serie B      | 28    | 16      | 8       | 4       | 4       | 21      | 15      | 16           | 3            | 2            | 11           | 16           | 40           | 32     | 11     | 6      | 15     | 37     | 55     | -18 |
| Coppa Italia |       | -       | -       | -       | -       | -       | -       | 1            | 0            | 0            | 1            | 0            | 2            | 1      | 0      | 0      | 1      | 0      | 2      | -2  |
| Totale       | -     | 16      | 8       | 4       | 4       | 21      | 15      | 17           | 3            | 2            | 12           | 16           | 42           | 33     | 11     | 6      | 16     | 37     | 57     | -20 |

### Statistiche dei giocatori[5]
| Giocatore       | Serie B  | Serie B | Coppa Italia | Coppa Italia | Totale   | Totale |
| Giocatore       | Presenze | Reti    | Presenze     | Reti         | Presenze | Reti   |
| --------------- | -------- | ------- | ------------ | ------------ | -------- | ------ |
| I. Bardi        | 3        | 0       | 1            | 0            | 4        | 0      |
| G. Bigando      | 29       | 0       | 1            | 0            | 30       | 0      |
| L. Bussetti     | 1        | 0       | -            | -            | 1        | 0      |
| G. Boschi       | 5        | 0       | -            | -            | 5        | 0      |
| A. Fibbi        | 31       | 6       | 1            | 0            | 32       | 6      |
| M. Foglia       | 25       | 8       | 1            | 0            | 26       | 8      |
| C. Garbarino    | 17       | 2       | -            | -            | 17       | 2      |
| M. Gatti        | 3        | 0       | -            | -            | 3        | 0      |
| F. Ghidini      | 13       | 0       | -            | -            | 13       | 0      |
| F. Lacelli      | 11       | 8       | -            | -            | 11       | 8      |
| L. Maccarino    | 6        | 2       | 1            | 0            | 7        | 2      |
| G. Moro         | 12       | -25     | 1            | -2           | 13       | -27    |
| L. Novara       | 9        | 0       | 1            | 0            | 10       | 0      |
| L. Oppezzo (II) | 12       | 0       | -            | -            | 12       | 0      |
| F. Orsi         | 19       | 2       | -            | -            | 19       | 2      |
| P. Pietrasanta  | 29       | 0       | 1            | 0            | 30       | 0      |
| M. Pietruzzi    | 19       | 0       | -            | -            | 19       | 0      |
| M. Pochettini   | 24       | 1       | 1            | 0            | 25       | 1      |
| V. Profumo      | 6        | -8      | -            | -            | 6        | -8     |
| S. Roggero      | 14       | -22     | -            | -            | 14       | -22    |
| F. Rossi        | 11       | 3       | -            | -            | 11       | 3      |
| F. Tossio       | 14       | 4       | 1            | 0            | 15       | 4      |
| P. Varona       | 9        | 0       | -            | -            | 9        | 0      |
| A. Viano        | 31       | 2       | 1            | 0            | 32       | 2      |
| L. Vitto        | 9        | 0       | -            | -            | 9        | 0      |